# Kinoorgel
Et kinoorgel er et pibeorgel, som er designet til at kunne imitere et helt orkester, og det anvendtes meget i USA og England mellem ca. 1910 og 1940, i begyndelsen som akkompagnement til filmen. Men orglerne var så populære, at publikum ikke ville slippe dem, selv efter tonefilmens fremkomst. De nåede i 1930'erne deres klimaks og anvendtes ved indledningen til filmen og imellem forestillingerne og især i England som en del af kombinerede film- og varietéforestillinger, samt ved grammofonoptagelser og radioudsendelser. I USA blev der installeret mere end 7000 kinoorgler fra 1915 to 1933, men færre end 40 står stadig på deres oprindelige plads I Danmark kendes kun ét, nemlig det Wurlitzer-orgel som var installeret i Palladium-biografen på Vesterbrogade i København fra 1938 til 1960.

## Beskrivelse
Mange orgelbyggere var leverandører til biografteatre. Den mest kendte var Rudolph Wurlitzer Company,- i alt 2.234 blev bygget og betegnelsen Mighty Wurlitzer var ensbetydende med kvalitet.
Kinoorglet var typisk bygget til at kunne frembringe så mange lyde som muligt fra færrest mulige piber, og de havde ofte piano og andre slagtøjsinstrumenter indbygget, såvel som en lang række lydeffekter, herunder dampskibsfløjte, togfløjte, politifløjte, torden, regnskyl, bølgebrus, hylende stormvejr, flyvemaskine, bilhorn, telefonklokke, pistolskud, hanegal, div. fuglesang, fuglekvidder, hestehove, sirene, skralde, porcellænssmadring, koklokke, ambolt. Selvom anvendelsesmulighederne for disse effekter faldt noget ved tonefilmens fremkomst, kunne de stadig anvendes, for eksempel i et potpourri over filmmelodier.
Andre fremstillere var Page, Marr & Colton, Compton, Möller, Robert-Morton (the "Wonder Morton"), Conacher, Hilsdon, Kimball, Barton, Hillgreen-Lane, Kilgen, E. M. Skinner, Austin, Christie, og Hill Norman & Beard. De sidste to var brands fra det samme britiske firma, som specialiserede sig i standardiserede orgler med elektro-pneumatisk styring ideelt for biografer, og bekvemt og omkostnings-effektivt foir kirker. Christie-navnet blev for det meste brugt til biografer, medens firmaets eget navn Hill Norman & Beard optrådte på tilsvarende og nogen gange identiske piber og styringer leveret til kunder, som blev anset for mindre frivole, og disse orgler var med traditionelle konsoller med register-trækstænger. Deres standardiserede pibe-, relæ- og blæse -pakker kaldtes "enheds-orgler" og blev til biografbrug endvidere udstyret med slagtøj og andre effekter. Det amerikanske Möller-firma (grundlagt af en udvandrer fra Bornholm), specialiserede sig i orgler til kirkebrug, af hvilke mange er i brug den dag i dag.

## Baggrund og udvikling
Mange af de opfindelser og ideer, som bidrog til udviklingen af kinoorglet, gjorde det simpelthen bare muligt for orglet at gøre sit arbejde bedre. Selvom ikke alle ideerne hidrørte fra den engelske ingeniør Robert Hope-Jones, var han den første til med succes at forene mange af disse opfindelser indenfor rammerne af et enkelt orgel.

### Robert Hope-Jones
Robert Hope-Jones (født 9. februar 1859, i Cheshire, England; 13. september 1914, i Rochester, New York, USA), betragtes som opfinderen af kinoorglet i det tidlige 20. århundrede. Han byggede 246 orgler mellem 1887 og 1911, og hans firma beskæftigede 112 folk, da det var på sit højeste.Hope-Jones slog i 1914 sit firma sammen med Wurlitzer. Kort derefter tog han sit eget liv, efter sigende i frustration over sit nye partnerskab med Wurlitzer-firmaet. Nogle af de vigtige gennembrud indenfor udviklingen er: elektro-pneumatisk styring, som tillod at spillekonsollen var fysisk afskåret fra orgelpiberne, kun forbundet med et kabel; unifikation, en proces ved hjælp af hvilken pibe-rækkerne kan udvides betragteligt i forhold til antallet af registre, og som tillader en hvilken som helst piberække at blive spillet fra hvilken manual eller pedaler, det skal være, imitative registre, hvor piberækkerne har større lighed med deres symfoniske modstykker, udviklingen af piber, som med succes kan give lyd fra sig under større lufttryk. Endvidere var det Robert Hope-Jones, som gik væk fra de gamle trækstænger ved siden af manualerne, som i århundreder havde været den måde, hvorpå man skiftede registre på et orgel, og indførte i stedet lette trykkontakter ordnet i en hesteskoform udenom. (se billedet)

#### Elektro-pneumatisk styring
Når organisten vælger et register og trykker på en tangent, sluttes et elektrisk kredsløb, som får en lavspændt strøm til at løbe fra den nedtrykkede tangent gennem registerkontakten og videre gennem ledningen til det elektro-pneumatiske relæ. Relæet fortolker beskeden fra spille-konsollen og sender en elektrisk strøm til den dertil hørende solenoide. Solenoiden fyldes med energi og får pibeventilen, som den er forbundet med, til at åbne sig, hvilket sender trykluft ind i piben, som får piben til at give lyd fra sig.
Fordelen ved dette system er, at spillekonsollen kan placeres, hvor det skal være, ligesom det tillader, at konsollen kan bevæge sig, således som det var praksis for kinoorglerne; de kom op af gulvet på en hydraulisk lift, og – som det var tilfældet med Palladium-biografens Wurlitzer fra 1937, var det også muligt at lade organisten komme op med ansigtet vendt mod publikum, hvorefter spillekonsollen drejede 180 grader. Ulempen ved systemet er den store mængde kabelarbejde, som er nødvendig; når hver tangent og registerkontakt skulle forbindes, kunne der let medgå adskillige hundrede ledninger. Dertil kom ledningerne mellem relæet og selve orglet, med hver solenoid krævende sin egen signalledning, noget som gjorde det meget vanskeligt at finde bruddet, hvis en ledning gik i stykker -- som let kunne ske med konsoller placeret på lifte og/eller drejeskiver. Disse problemer øgedes kun med størrelsen på orglet, og det var ikke usædvanligt for et kinoorgel at rumme mere end 150 km ledning. Det største orgel i verden Boardwalk Hall Auditorium Organ, siges at rumme mere end 220.000 km ledning. Moderne elektroniske kontakter har stort set overvundet disse fysiske problemer.

## Status
Der findes mange kinoorgler i brug, men kun ganske få er på deres originale installationssted.
Blandt disse er følgende, – sorteret efter antallet af piberækker.

### USA
- Radio City Music Hall, New York – 4 manualer, 58 piberækker (Wurlitzer, 1932)
- Atlantic City Convention Hall, Atlantic City – 4 manualer, 55 piberækker (Kimball, 1931)
- Fox Theatre (Atlanta), Atlanta, Georgia – 4 manualer, 42 piberækker (Möller, 1929)
- Fox Theatre (Detroit), Detroit, Michigan – 4 manualer, 36 piberækker (Wurlitzer, 1927)
- Ohio Theatre (Columbus), Columbus, Ohio – 4 manualer, 34 piberækker (Robert Morton, 1928)
- Chicago Theatre, Chicago, Illinois – 4 manualer, 29 piberækker (Wurlitzer, 1921)
- The Alabama Theatre, Birmingham, Alabama, 4 manualer, 29 piberækker (Wurlitzer, 1927)
- Shea's Performing Arts Center, Buffalo, New York, 4 manualer, 28 piberækker (Wurlitzer, 1926)
- Rialto Square Theatre, Joliet, Illinois, 4 manualer, 28 piberækker (Barton, 1926)
- Paramount Theatre (Denver, Colorado), Denver, Colorado – 4 manualer, 20 piberækker, 2 konsoller (Wurlitzer, 1930)
- Paramount Theatre (Seattle, Washington), Seattle – 4 manualer, 20 piberækker (Wurlitzer, 1928)
- Byrd Theatre , Richmond, Virginia – 4 manualer, 17 piberækker (Wurlitzer, 1928)
- Embassy Theatre Arkiveret 4. juni 2009 hos  Wayback Machine, Fort Wayne, Indiana – 4 manualer, 16 piberækker (Grande Page, 1928)
- Avalon Casino, Avalon, Californien – 4 manualer, 16 piberækker (Page, 1929)
- Orpheum Theatre, Los Angeles, Californien – 3 manualer, 14 piberækker (Wurlitzer, 1926)
- Michigan Theater, Ann Arbor – 3 manualer, 13 piberækker (Barton, 1927)
- Redford Theatre, Detroit, Michigan – 3 manualer, 10 piberækker (Barton, 1928)
- California Theatre, San Bernardino, Californien – 2 manualer, 10 piberækker (Wurlitzer, 1928)
- Virginia Theatre, Champaign Park District, Champaign, Illinois – 2 manualer, 8 piberækker (Wurlitzer, 1921)
- Weinberg Center, Frederick, Maryland – 2 manualer, 8 piberækker (Wurlitzer, 1926)

### Canada
- Orpheum Theatre, Vancouver, British Columbia – 3 manualer, 13 piberækker (Wurlitzer, 1927).
- Casa Loma, Toronto, Ontario – 3 manualer, 15 piberækker (Wurlitzer Opus 558, juli 1922).
- The Historic O'Brien Theatre, Renfrew, Ontario – 3 manualer, 20 tonerækker (Warren and Robert-Morton pipe-arbejde, tidl. ex-Capitol, Winnipeg ca. 1920).

### Storbritannien
- Dome Concert Hall Arkiveret 12. maj 2008 hos  Wayback Machine, Brighton UK – 4 manualer, 40 piberækker (Hill, Norman & Beard – refurbished – 2007)
- Playhouse Theatre, Edinburgh, Skotland – 3 manualer, 27 piberækker (Hilsdon, 1928) enlarged 1981 to 3 manuals, 35 ranks now installed in New Palace Centre Arkiveret 30. september 2008 hos  Wayback Machine, Greenlaw, Scotland
- Pavilion Theatre Compton, Bournemouth, Dorset – 4 manualer, 24 piberækker (Compton, 1929)
- Odeon Leicester Square, Leicester Square, London – 5 manualer, 17 piberækker (Compton, 1937)
- Apollo Hammersmith, London – 4 manualer, 15 piberækker (Compton, 1932)
- Blackpool Tower Ballroom, Blackpool – 3 manualer, 14 piberækker (Wurlitzer, 1935) (Se og hør John Bowdler spille på det nedenfor).
- Blackpool Opera House – 3 manualer, 13 piberækker (Wurlitzer, 1939. Den sidste nye Wurlitzer i UK)
- The Brighouse Wurlitzer Arkiveret 7. december 2008 hos  Wayback Machine, Ritz Ballroom in Brighouse, West Yorkshire, England – 3 manualer, 10 piberækker (Wurlitzer, 1937). Oprindelig installeret i Grand Theatre and Opera House i Oldham (Se og hør John Bowdler spille på det nedenfor).
- St John Vianney Church, Clayhall, Essex -3 manualer, 7 piberækker (Compton, oprindelig installeret i Ritz biografen, Nuneaton.)

### Danmark
- Christie-orglet i Hornstrup – 3 manualer, 9 piberækker (Christie, 1927. Stod oprindelig i Empire-biografen i West Ham Lane, Stratford, London East).[11]

### Kontinentaleuropa
- Norddeutscher Rundfunk, Hamburg – 3 manualer, 29 piberækker (M. Welte & Söhne, 1930).
- Musikinstrumenten-Museum, Berlin – 4 manualer, 15 piberækker (Wurlitzer, 1929).
- Filmmuseum, Düsseldorf (Welte-Mignon|M. Welte & Söhne)
- Kino Babylon, Berlin – 2 manualer, 66 piberækker (Philipps (Frankfurt), 1929)

## Udvalgte Eksempler fra YouTube
- ****John Bowdler at The Brighouse Wurlitzer- Sublime Practice Session with a Difference
- John Bowdler On The Blackpool Tower Wurlitzer 2000
- John Bowdler on The Blackpool Tower Wurlitzer – Cavalcade (bl.a. Seksdagesvalsen)
- ****John Bowdler On The Blackpool Tower Wurlitzer

## Eksterne links
- American Theatre Organ Society
- The Theatre Organ Home Page
- Theatre Organs UK
- The Wurlitzer Opus List
- The Alabama Theatre
- VirtualOrgan.com "Home of the Mighty MidiTzer" Arkiveret 13. maj 2009 hos  Wayback Machine
- Theatre Organ Replay -- continuous streaming theatre organ music Arkiveret 10. april 2009 hos  Wayback Machine
- "Once Upon A Theatre" – Pipe Dreams Audio Program Arkiveret 3. januar 2006 hos  Wayback Machine
- "Everything Old is New Again" – Pipe Dreams Audio Program Arkiveret 9. oktober 2006 hos  Wayback Machine
- "The Art of the Theatre Organ" – Pipe Dreams Audio Program Arkiveret 9. oktober 2006 hos  Wayback Machine
- "That Golden Glow" -- Pipe Dreams Audio Program Arkiveret 9. oktober 2006 hos  Wayback Machine
- The Michigan Theatre, Ann Arbor
- Organ Stop Pizza in Mesa, Arizona
- Roaring 20's Pizza Arkiveret 18. april 2009 hos  Wayback Machine in Ellenton, Florida
- Society For The Preservation Of Theatre Organ Music In America (Bob Ralston) Arkiveret 2. januar 2009 hos  Wayback Machine
- The Garden State Theatre Organ Society (NJ)
- Cinema Organ Society (UK)
- The Compton List Arkiveret 29. september 2009 hos  Wayback Machine by Ivor Buckingham (1945-2008)
- Organs and Organists Online
- Eastern Massachusetts Chapter of the ATOS
- The Burtey Fen Collection
- Walnut Hill Mighty WurliTzer
- Manasota Theatre Organ Society – ATOS
- STOPS – The Scottish Theatre Organ Preservation Society Arkiveret 30. september 2008 hos  Wayback Machine
- The Walker Theatre Organ Company
- Allen Theatre Organs
- Recordings of the Organ Grinder Pizza Restaurant 4/51 Wurlitzer
- Puget Sound Theatre Organ Society
- (Theatre Organ Enhancements Arkiveret 18. september 2009 hos  Wayback Machine)
- Theatre Organ Society of Australia (South Australian Division) Inc. website Arkiveret 17. august 2007 hos  Wayback Machine
- Biograforglet i Hornstrup Arkiveret 6. december 2008 hos  Wayback Machine